# Tsugunai 〜つぐない〜
『tsugunai 〜つぐない〜』は、2001年2月22日に発売された、PlayStation 2用ゲームソフト。
日本ではソニー・コンピュータエンタテインメントから発売された一方、北米ではアトラスから発売された。

## あらすじ
厄介ごとの解決屋であるレイヴァンを営む主人公のレイゼは、ウァロンディア城主の依頼で、神が創ったとされる「宝珠」を手に入れるため、聖なる島を訪れる。神の警告を無視して「宝珠」に手を出す。神はその宝珠に触れた主人公に対して怒りをあらわにし、彼の肉体と魂の分断といった試練を与える。魂だけになってしまった主人公は、元の肉体に戻るべく、心に傷を抱える様々な人々に取りついては、その人の悩みを解決していくのであった。神の許しを得るために街へ向かう。

## 登場人物
本作ではプレイヤーが操作する主要な登場人物の名称を変更できるため、以下は主にデフォルト名である。プレイヤーが操作するのは以下下の主人公を含め主要な5名と他、敵と戦わないキャラクター達となっている。
主人公（ライゼ）
25歳の男性。職業はレイヴァン。武器は剣。
フィセラ
18歳の女性。職業は漁師。武器は槍。
ラフルク
35歳の男性。職業は元兵士長。武器は斧。
アシュゴ
28歳の男性。職業は見習い僧士。武器は棍棒。
イフェム
23歳の男性。職業はレイヴァン。武器は弓。
ナビ
年齢不明の男性。職業は妖精。

## スタッフ
- ディレクター 山本好博
- テクニカルディレクター 桑原弘稔
- シナリオ 佐々木勝利
- 戦闘パート 杉本茂樹
- 音楽 光田康典

## 評価
このゲームの日本での売れ行きは芳しくなく、6,261部という売り上げで、ファミ通のゲームソフトランキングTOP30で19位に初登場した。
北米でのこのゲームの売れ行きはそこそこで、賛否両論だった。
2012年の時点で、 GameRankingsにおけるこのゲームの好評価の割合は68.5%で、 Metacriticでの点数は100点満点中67点だった。